# Coleosoma normale
Coleosoma normale is een spinnensoort in de taxonomische indeling van de kogelspinnen (Theridiidae).
Het dier behoort tot het geslacht Coleosoma. De wetenschappelijke naam van de soort werd voor het eerst geldig gepubliceerd in 1944 door Elizabeth Bangs Bryant.